# Africa Inside Me
Africa Inside Me è il terzo album in studio di Winning Jah da solista, pubblicato il 24 novembre 2017.

## Tracce
| #  | Titolo                      | Produttori | Collaboratori  | Durata |
| -- | --------------------------- | ---------- | -------------- | ------ |
| 1  | Don't Cry (Intro)           |            |                | 1:44   |
| 2  | Africa Time                 |            |                | 3:37   |
| 3  | Holy Book                   |            |                | 4:13   |
| 4  | My Life                     |            |                | 3:45   |
| 5  | Woman                       |            |                | 3:51   |
| 6  | Ping Pong                   |            |                | 3:35   |
| 7  | Trust                       |            |                | 4:15   |
| 8  | Sea food                    |            |                | 3:06   |
| 9  | Save Dolphin                |            |                | 3:06   |
| 10 | Renounce                    |            |                | 3:13   |
| 11 | Born Again                  |            |                | 4:21   |
| 12 | Afrima Award                |            |                | 3:15   |
| 13 | Now I Know (Made in Africa) |            | Stephen Marley | 4:05   |
| 14 | Firedice                    |            |                | 3:45   |
| 15 | Firedice                    |            |                | 4:01   |

## Formazione
- Nigeria King of Reggae (voce)
- Mario (chitarra)
- Jossy Joe (basso)
- Luca (batteria)
- Charlon Twostar (tastiere)
- Adekunle Sax (tromba)
- Kassoum (Djembe)
- Traore (Cowbel)